# Adam Boayar
Adam Boayar (en arabe : آدم بوعيار بنعيسى), né le 13 octobre 2005 à Elche (Espagne), est un footballeur marocain qui joue au poste d'attaquant à Elche CF.

## Biographie

### Naissance et jeunesse
Adam Boayar naît à Elche, en Espagne. Il grandit au sein d'une famille marocaine[réf. nécessaire].

### Carrière en club
Adam Boayar commence le football dans le club amateur du CF Rusadir. Il est rapidement repéré et rejoint l'académie de Elche CF, intégrant l'effectif première lors de la saison 2023-2024. 
Le 1re novembre 2023, il reçoit sa première titularisation pour disputer ses premières minutes professionnels à l'occasion d'un match de Coupe d'Espagne contre le Club Esportiu Europa (victoire, 0-2). Il marque son premier but en championnat en fin de saison contre le CD Mirandés, dans un match qui se termine sur un nul 1-1,. Le 8 mars 2024, il prolonge son contrat de trois saisons supplémentaires.

### Carrière en sélection
En novembre 2024, il participe au championnat d'Afrique du Nord (tournoi UNAF) à domicile avec le Maroc des moins de 20 ans et remporte ainsi son premier titre international, le qualifiant automatiquement à la prochaine Coupe d'Afrique des nations,.
En avril 2025, il est convoqué par Mohammed Ouahbi pour prendre part à la Coupe d'Afrique des nations avec le Maroc des moins de 20 ans,. Le 15 mai 2025, il se qualifie en finale de la CAN grâce à une victoire 0-1 contre l'Égypte des moins de 20 ans,.

## Palmarès

### En sélection
- Maroc -20 ans
  - Coupe d'Afrique des nations
    -  Finaliste en 2025[10],[11].

  - Championnat d'Afrique du Nord
    -  Vainqueur en 2024[6]